# Piktiske sten
Piktiske sten eller piktiske stenmonumenter er en type monumentale steler, der generelt er udskåret med symboler eller anden dekoration. Nogle få har inskriptioner på ogam. Stenene stammer alle fra Skotland, hovedsageligt nord for flodlinjen bestående af Clyde og Forth, samt i den østlige del af Skotland. Stenene er de mest synlige rester på piktere, og de menes af stamme fra 500- til 800-tallet, i en periode hvor pikterne blev kristnet.
De tidlige sten har ingen paralleller på resten af De Britiske Øer, mens de senere sten er variationer af den bredere insulære kunsttradition med monumentale sten som stenkors. Der er bevaret omkring 350 klassificeret sten, som er blevet kategoriseret som piktiske sten. De tidlige eksempler udgør langt størstedelen af dem.
Stenene er udstillet på en række museer heriblandt Inverness Museum and Art Gallery, National Museum of Scotland, Meigle Sculptured Stone Museum, Montrose Museum og British Museum.

## Klassificering
I The Early Christian Monuments of Scotland (1903) klassificerede J Romilly Allen og Joseph Anderson piktiske sten i tre grupper. Kritikere har påpeget svaghederne i inddelingen, men den er velkendt og bliver stadig brug i stort omfang. For de ukomplette sten kan klassificeringen være særligt problematisk. Allen og Anderson betragtede deres tre klasser som at omfatte tre forskellige på hinanden følgende periode, men senere forskning viser, at der var en længere periode, hvor både klasse I og klasse II sten blev fremstillet og rejst.
- Klasse I — ubearbejdede sten hvor der kun er udskåret symboler. Der er intet kors. Klasse I sten dateres til 500- til 700-tallet.
- Klasse II — stem af mere eller mindre rektangulær form med et stort kors og symbol(er) på én eller begge sider. Disse symboler, samt kristne motiver, er udskåret i relief og korset er fudfyldt med mønstre. Klasse II sten dateres fra 700- til 800-tallet.
- Klasse III — disse sten har ingen idiomatiske piktiske symboler. Disse sten kan være kors-sten, stående gravmarkører, fritstående kors eller stenkister. Klasse III sten dateres til 700 og 800-tallet. Historic Scotland beskriver denne klasse som "for simpel", og skriver "nu til dags bliver denne kategori ikke betragtet som en brugbar kategori. Et bevaret fragment kan tilhøre et monument, som ikke inkluderede kristent billedesprog".[3]